# Here Comes the Sun
Here Comes the Sun è un brano musicale del gruppo musicale britannico The Beatles, contenuta nell'undicesimo album in studio Abbey Road del 1969.
È considerata una delle migliori composizioni di George Harrison.

## Descrizione

### Storia
Tra il 1968 e il 1969 il chitarrista George Harrison stava passando un periodo molto sgradevole a causa delle spiacevoli registrazioni per il White Album seguite dalle ancora peggiori di Let It Be, dopo le quali aveva temporaneamente lasciato il gruppo. Intorno allo stesso periodo era stato inoltre arrestato per possesso di marijuana.
Un giorno della primavera del 1969, Harrison, invece di partecipare agli affari burocratici della neonata Apple, si presentò a casa dell'amico Eric Clapton per fargli ascoltare dei nastri. Finita la seduta di ascolto, i due si riposarono nel giardino della villa, dove il sole batteva forte, e proprio in quel momento venne a George l'ispirazione per questa canzone, dedicata al sole. Il pezzo fu registrato senza l'apporto di John Lennon, ancora ricoverato in ospedale dopo un incidente stradale.
L'astronomo Carl Sagan propose che nella Registrazione d'Oro (Voyager Golden Record) della sonda spaziale Voyager 1 fosse inclusa questa canzone, per rappresentare agli occhi di un eventuale extraterrestre la specie umana. I Beatles furono molto entusiasti della proposta, ma non possedevano il copyright del loro brano e perciò, quando la sonda partì nel 1977, la canzone non fu inclusa.
Nel 1979 George Harrison incluse nel suo album George Harrison un seguito della canzone, intitolato Here Comes the Moon.

### Composizione
L'uso peculiare della chitarra acustica con capotasto al settimo tasto crea quel suono scintillante e cristallino che contraddistingue tutto il brano, e soprattutto l'inconfondibile introduzione. Harrison adotta uno stile di pennata molto in voga al tempo: usando il plettro, riesce a pizzicare più corde con diverso accento, in modo da suonare contemporaneamente melodia e armonia.
L'andamento ritmico è complesso: alternando battute in 11/8, 4/4 e 7/8 e con un astuto quanto studiato uso delle cadenze, questa sezione risulta strana, eppure di facile ascolto, come le simili soluzioni adottate da John Lennon in She Said She Said o Happiness Is a Warm Gun.

## Formazione
Gruppo
- George Harrison – voce, chitarra acustica, chitarra elettrica, moog
- Paul McCartney – cori, basso elettrico
- Ringo Starr – batteria

Altri musicisti
- Musicisti non accreditati – strumenti ad arco

## Cover
- Steve Harley & Cockney Rebel.
- Peter Tosh reinterpretò il brano pubblicandolo come singolo; un'altra versione jamaicana fu pubblicata nel 1971 dal cantante e produttore Rupie Edwards. Inoltre, il cantante folk americano Richie Havens vide la sua versione (pubblicata nel 1971) raggiungere la posizione numero 16 negli Stati Uniti.
- La cover inglese di maggior successo fu quella di Steve Harley che raggiunse la 10ª posizione nel 1976.
- Nick Cave and the Bad Seeds hanno registrato la loro versione per la colonna sonora del film I am Sam del 2001.
- Lindsey Buckingham realizzò un'atipica cover in occasione dello speciale televisivo di ABC per il Capodanno 2002.
- Eric Idle suonò Here Comes the Sun al Saturday Night Live, solo due settimane dopo l'apparizione di Harrison, anche se in un modo più teatrale.
- Les Fradkin registrò una versione strumentale sul suo While My Guitar Only Plays, CD con Nokie Edwards dei The Ventures alla seconda chitarra.
- Voodoo Glow Skulls registrarono una cover sul loro album Who Is, This Is?.
- Yo-Yo Ma ne fa una cover con James Taylor sull'album Songs of Joy & Peace pubblicato nel 2008.
- Bob Khaleel registrò una versione per la colonna sonora del 1998 di Genitori in trappola.
- Sheryl Crow registrò la canzone per il film Bee Movie di Jerry Seinfeld, che appare alla fine del film sui titoli di coda.
- Il primo chitarrista dei Riot, Mark Reale, fece una cover della canzone, che apparve nel loro disco Through the Storm del 2002.
- I Rockapella ne fecero una versione a cappella nel 2002, la quale appare nell'album Smilin'.
- I Travis reinterpretarono la canzone come lato b del loro singolo Flowers in the Window.
- Tommy Emmanuel suona Here Comes the Sun nel suo album live Center Stage in un medley che include When I'm Sixty-Four, Day Tripper e Lady Madonna.
- I Groove Armada inserirono un remix della canzone nell'album del 2003 Essential Mix.
- Jacob Collier ha pubblicato una cover del brano nel 2019, in collaborazione con Dodie, come secondo singolo estratto dal suo secondo album in studio Djesse Vol. 2.
- Sandy Farina la suonò nel film del 1978 Sgt. Pepper's Lonely Hearts Club Band e la canzone appare anche nella relativa colonna sonora.
- Ringo Starr & His All-Starr Band la suonarono nel tour del 2003 con Sheila E., Paul Carrack, John Waite, Colin Hay e Mark Riverra.
- Denny Doherty dei The Mamas & the Papas ne fece un medley insieme con Two of Us sul suo album Watcha Gonna Do del 1971.
- Gli U2 regolarmente ne eseguono un pezzo all'interno della loro hit Beautiful Day.
- I Bon Jovi ne fecero una cover nel 2001.
- Il singolo Daydreaming dei Massive Attack presenta strofe prese da questa canzone.
- Mikal Blue e Colbie Caillat registrarono una versione per la commedia Imagine That del 2009.
- Paul Simon, David Crosby e Graham Nash la suonarono molto più lenta in un tributo a Harrison durante il 25º Anniversario del Rock and Roll Hall of Fame Concert nell'ottobre del 2009.
- La band britannica Coldplay ne fece una cover live nel 2007.
- Nel 1971 la cantante jazz Nina Simone ne fece una cover.
- Il gruppo femminile californiano The Runaways realizzò una cover del brano nell'album Flaming Schoolgirls, pubblicato dopo lo scioglimento della formazione.[10]
- Nel 2010 il gruppo musicale svedese Ghost ha pubblicato una cover del brano nell'edizione giapponese dell'album di debutto Opus Eponymous.
- C'è anche una cover di rilievo di George Benson.
- Nella serie televisiva Glee viene cantata da Naya Rivera e Demi Lovato nella 5x02.
- Nel 1994 il duo acustico Giorgio Cordini e Andrea Braido realizzano una versione strumentale per l'album Andrea Braido & Giorgio Cordini ... Playing The Beatles (Beatlesiani d'Italia Associati, BDIA0001) distribuito anche negli Emirati Arabi Uniti.
- Nell'ottobre 2020 Cliff Richard la inserisce nel suo album Music... the Air That I Breathe.